# Arrondissement de Sibassor
L'arrondissement de Sibassor est l'un des arrondissements du Sénégal. Il est situé dans le département de Kaolack et la région de Kaolack.
Il compte trois communautés rurales :
- Communauté rurale de Dya
- Communauté rurale de Ndiébel
- Communauté rurale de Thiomby

Son chef-lieu est Sibassor.